# 高光度赤外線銀河

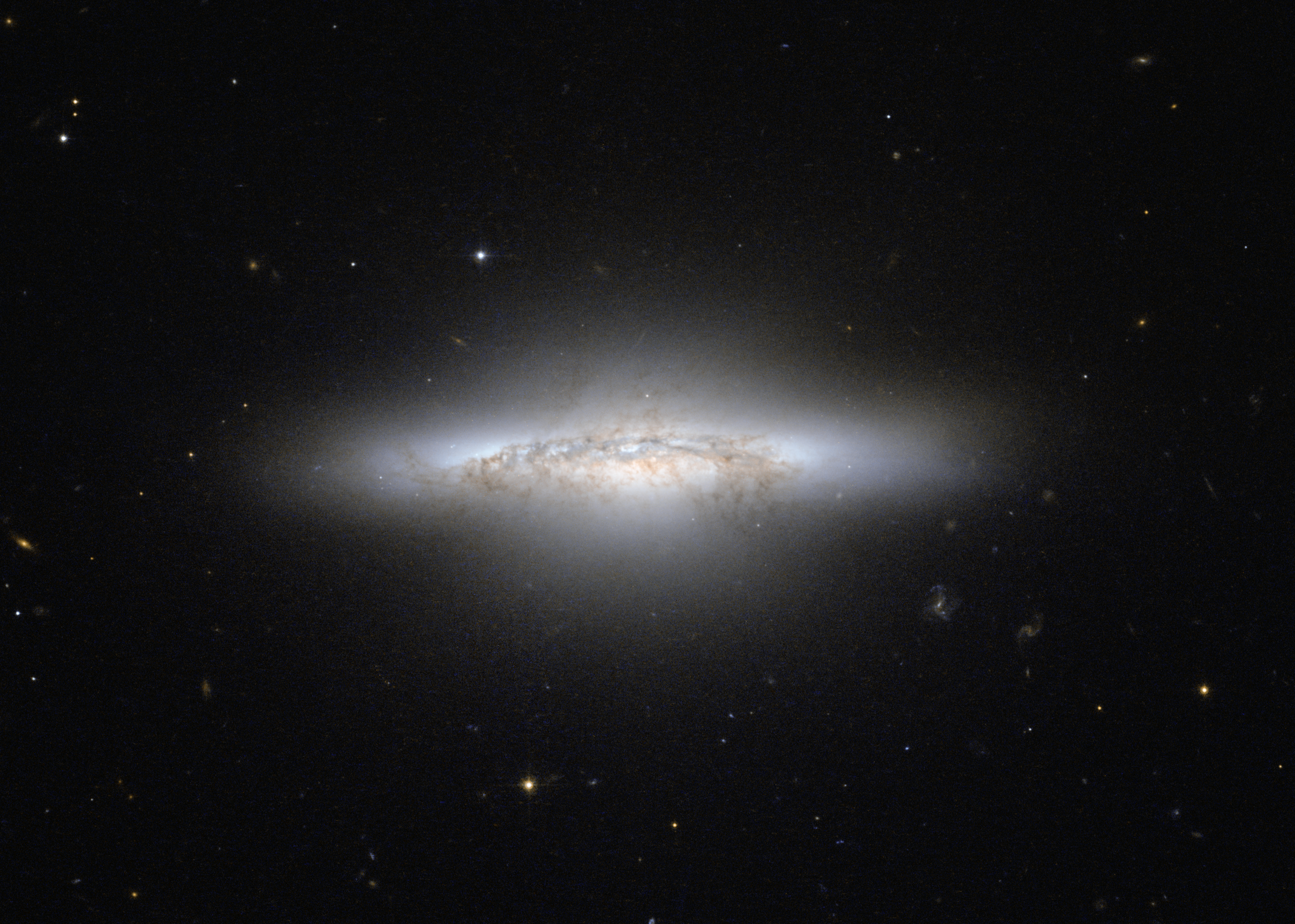
NGC 5010

高光度赤外線銀河(LIRG)は、電磁スペクトルの遠赤外線部分で、太陽の1011倍以上の放射があるという特徴で定義される銀河の種類である。同様に、太陽の1012倍以上の放射があるものは、超高光度赤外線銀河（ULIRG、ultra luminous infrared galaxy）、1013倍以上の放射があるものは、HLIRG(Hyperluminous infrared galaxy)という。ほとんどのLIRGは、放射の少なくとも90%以上が赤外線である。
ほとんどのLIRGと全てのULIRGは、最近または現在、相互作用や破壊が起こっている兆候がある。多くはスターバースト銀河であり、活動銀河核を持つものもある。平均すると、我々の銀河系では年当たり1個であるのに対し、ULIRGでは年当たり100個程度の星形成が行われている。ULIRGは、クェーサーや楕円銀河の生成等、天体物理学的に興味深い様々な現象に関わっている。ULIRGは、質量が太陽質量の10兆倍程度の暗黒物質ハローに埋め込まれていると考えられている。